# Lao Airlines
A Lao Airlines é uma companhia aérea do Laos. Ela opera serviços domésticos e internacionais para países como Camboja, China, Japão, Coreia do Sul, Tailândia e Vietnã. Sua principal base operacional é o Aeroporto Internacional de Wattay, em Vientiane.

## História
A empresa foi formada após a fusão da Lao Air Lines e a Royal Air Lao e se tornou Lao Aviation em 1979.

## Frota

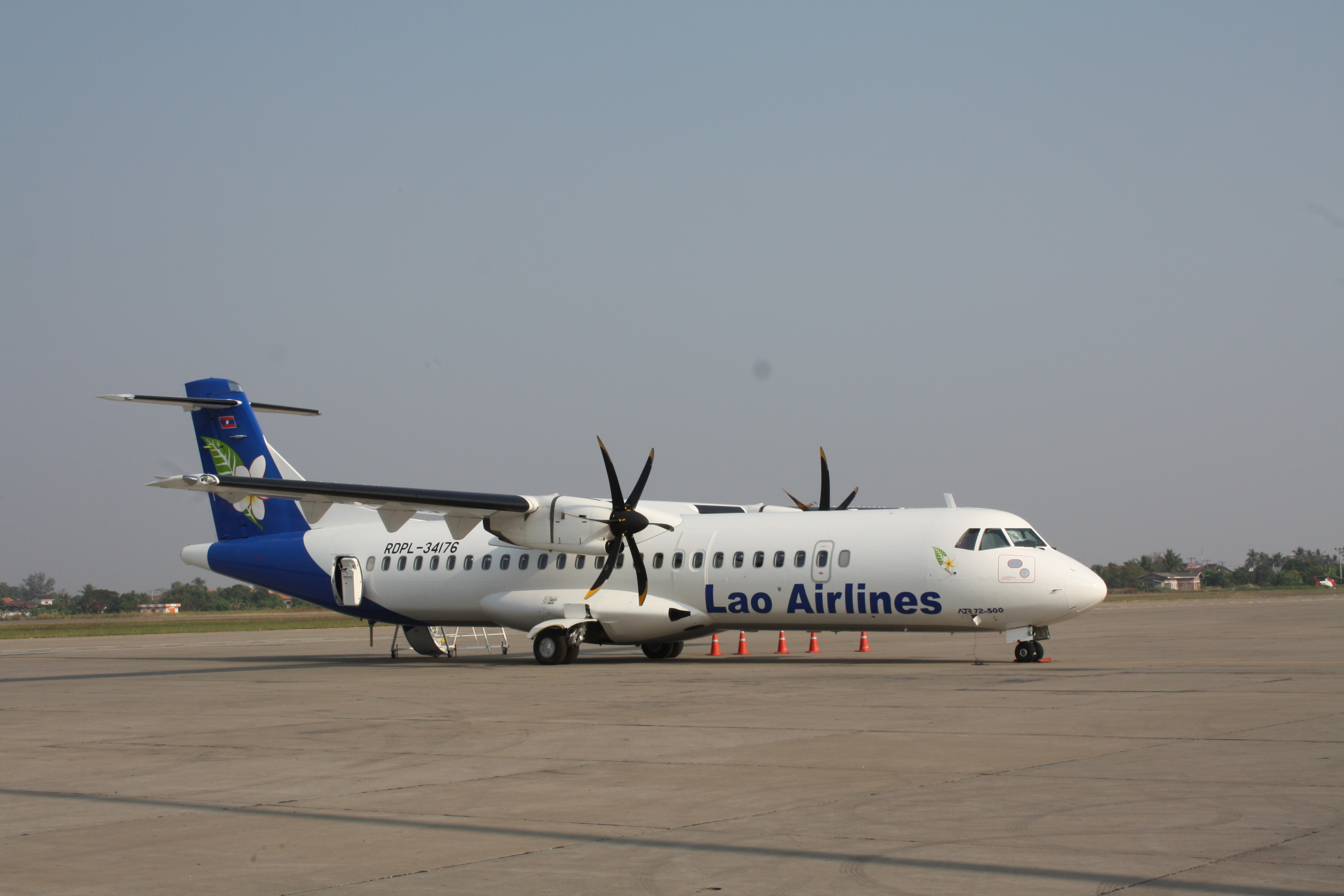
ATR 72-500 da Lao Airlines no Aeroporto Internacional de Wattay em Vientiane

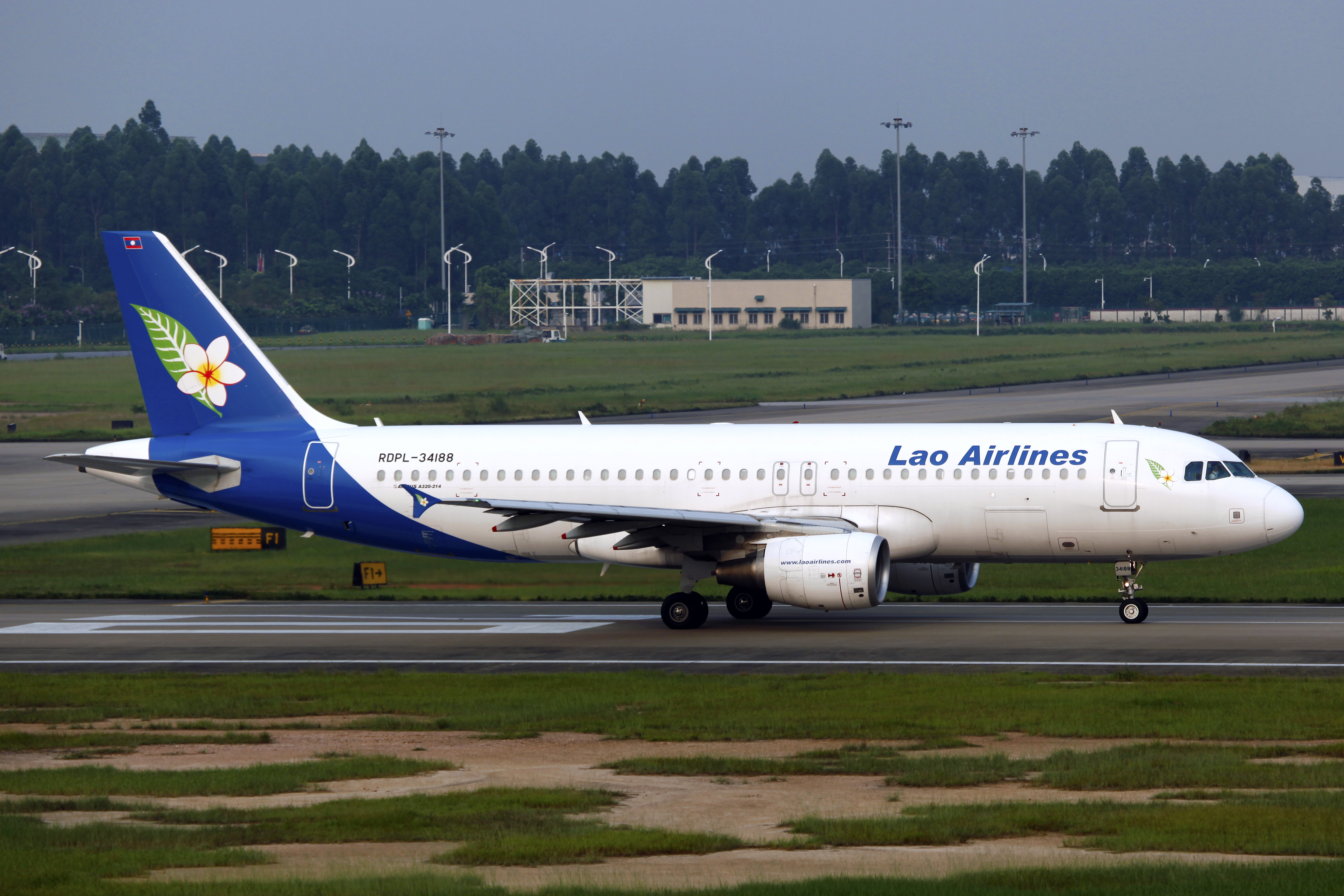
Airbus A320 da Lao Airlines.

A frota da Lao Airlines consiste nas seguintes aeronaves (Julho de 2021):
| Aeronaves       | Total | Passageiros | Notas |
| --------------- | ----- | ----------- | ----- |
| Airbus A320-214 | 4     | 142-158     |       |
| ATR 72-600      | 3     | 70          |       |
| ATR 72-500      | 4     | 70          |       |

### Frota Histórica
A Lao Airlines operou Douglas DC-3 e DC-4s, em rotas domésticas e internacionais, bem como uma frota de helicópteros permitindo o acesso à regiões mais remotas.